# Rote Moschee (Oral)

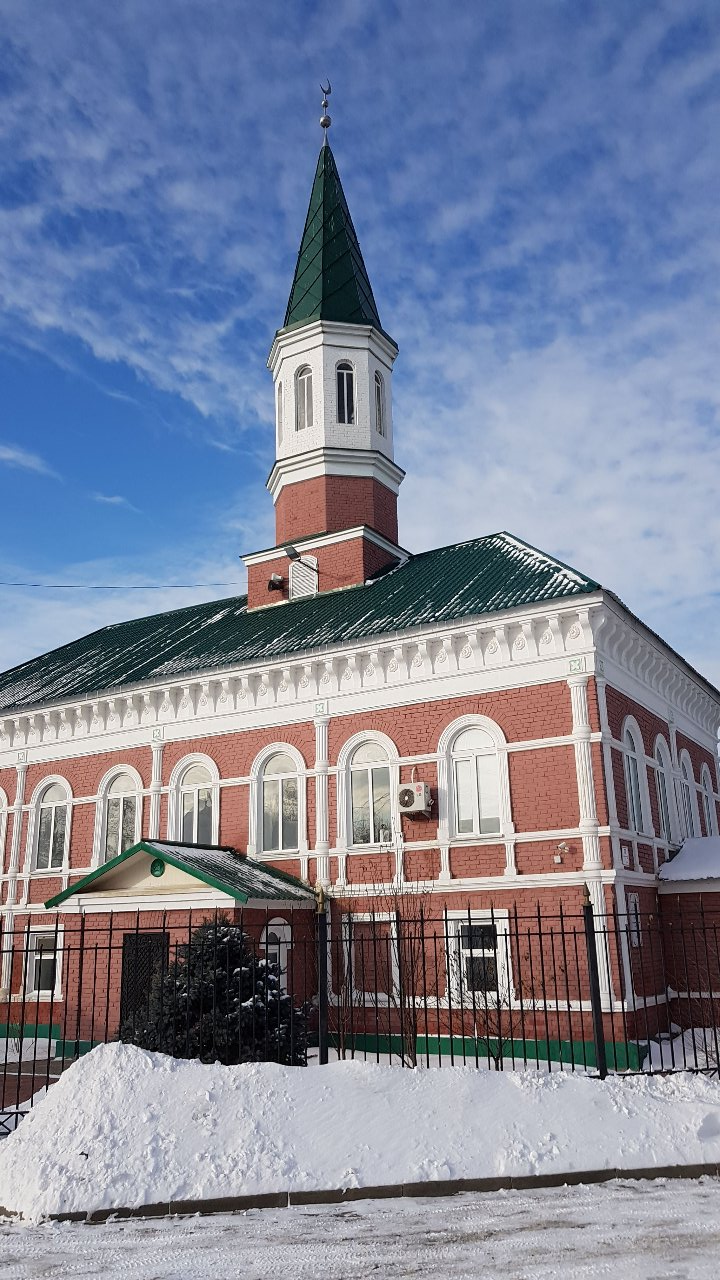
Die Rote Moschee in Oral (2018)

Die Rote Moschee (kasachisch Қызыл мешіті Qyzyl meşıtı, russisch Красная мечеть, tatarisch Кызыл мәчет) ist eine Moschee in der kasachischen Stadt Oral. Erbaut zwischen 1871 und 1875 ist sie eine der ältesten erhaltenen Moscheen in Kasachstan.

## Geschichte
Erbaut wurde die Moschee im 19. Jahrhundert in der tatarischen Siedlung der Stadt. Erbaut wurde sie zwischen 1871 und 1875; die Bauzeit ist aber umstritten, denn es findet sich auch das Jahr 1835 als Datum der Fertigstellung. Lange wurde die Moschee auch Tatarische Moschee genannt, da sich rund um sie viele Tataren niederließen, die aus anderen Landesteilen nach Uralsk gekommen waren. Es war damals die dritte Moschee, die in der Stadt erbaut wurde, und die erste Moschee, die aus Ziegel und nicht aus Holz gebaut war. In der Madrasa der Moschee wurde der junge Gabdulla Tukaj in den Jahren 1895 bis 1907 vom lokalen Imam unterrichtet.
In den 1920er Jahren wurden die meisten Kirchen und Moscheen in Uralsk von den Bolschewiki geschlossen und anschließend entweder abgerissen oder für andere Zwecke genutzt. Auch die Rote Moschee ereilte dieses Schicksal. Das Minarett wurde entfernt und die rote Farbe wurde durch einen grauen Farbanstrich ersetzt. 1936 wurde in der Moschee ein Heim für behinderte Menschen eingerichtet, dann in den 1960er Jahren eine Berufsschule und ein Studentenwohnheim. 1980 wurde das Bauwerk als Denkmal religiöser Architektur des 19. Jahrhunderts anerkannt. Mit der Zeit verfiel das Bauwerk immer mehr und war schließlich verlassen, bis es Anfang der 1990er Jahre einer Ruine glich. Ein Abriss des Bauwerks wurde diskutiert, da eine Wiederbelebung der Moschee beinahe unmöglich erschien. Das inzwischen organisierte tatarische Kulturzentrum wollte dies verhindern, dessen Vorsitzender Rischat Chairullin brachte das Bauwerk im Jahr 2000 schließlich in den Besitz seines Unternehmens.
Zwischen 2005 und 2006 wurde das Bauwerk restauriert und erhielt unter anderem wieder ein Minarett. Chairullin wurde dabei vom Enkel des ehemaligen Imams der Moschee und einem kasachischen Architekten aus Sankt Petersburg unterstützt. Auch aus der lokalen Bevölkerung erhielt er Unterstützung beim Wiederaufbau der Moschee. Am 28. August 2006 wurde die Moschee eingeweiht.

## Architektur
Das Gebäude verfügt über zwei Stockwerke, auf dem Dach befindet sich das Minarett. Die Wände bestehen aus roten Backsteinen, die der Moschee ihren Namen geben. Die Außenwände sind unterhalb der Dachtraufe mit Zahnschnitt verziert. Die Böden sind aus Holz, das Dach ist mit Schiefer verkleidet. 